# Aventurile omului-maimuță
Aventurile omului-maimuță (în engleză The Adventure of the Creeping Man) este una dintre cele 56 povestiri scurte cu Sherlock Holmes ale lui Sir Arthur Conan Doyle și a treia povestire din volumul Arhiva lui Sherlock Holmes. În reeditările mai noi ale volumului, ea este a opta povestire.
Ea a fost publicată în martie 1923 în revista Strand Magazine (ilustrată de Howard K. Elcock), apoi în volumul "Arhiva lui Sherlock Holmes" (în engleză The Case-Book of Sherlock Holmes) editat în 1927 de John Murray din Anglia. 

## Subiect

### Misterul inițial
Domnul Trevor Bennett vine la Sherlock Holmes cu o problemă mai puțin obișnuită. El este secretarul personal al profesorului Presbury, fiind și logodit cu unica fiică a profesorului, Edith. 
Presbury predă fiziologia la Universitatea din Camford. El este văduv și are o fiică; în plus, este logodit cu Alice Morphy, tânăra fiică a profesorului de anatomie comparată, deși el are vârsta de 61 ani. Căsătoria lor iminentă nu pare să fi cauzat un scandal mare. Cu toate acestea, Bennett a remarcat o serie de probleme apărute în perioada în care a avut loc logodna 'profesorului Presbury cu Alice.
Mai întâi, profesorul a plecat brusc acasă, lipsind o perioadă de două săptămâni, fără a spune nimănui unde a fost. Părea să fi venit dintr-o călătorie și era foarte obosit. El a revenit caută mai degrabă de călătorie-purtate. Dintr-o scrisoare trimisă domnului Bennett de un prieten al acestuia, familia a aflat că profesorul Presbury a fost la Praga.
După ce s-a întors de la Praga, profesorul Presbury i-a spus lui Bennett că urma să primească anumite scrisori marcate cu o cruce sub timbru, pe care urma să i le predea personale fără a i le mai deschide. Până la acel moment, Bennett se bucurase de încrederea totală a profesorului și îi deschidea toate scrisorile, ca parte a sarcinilor sale. După cum a spus profesorul, au început să sosească astfel de scrisori, iar secretarul le-a predat direct profesorului. Bennett nu știa dacă profesorul răspundea acelor scrisori, acestea netrecând prin mâinile sale. În plus, Presbury adusese din călătoria sa o cutiuță din lemn sculptat și s-a supărat foarte tare când l-a văzut pe secretar că a atins-o întâmplător. 
Deși comportamentul profesorului se schimbase, el devenind un om supărăcios și uneori chiar violent, inteligența sa nu-i fusese afectată, iar cursurile ținute la facultate erau strălucite, el activând în continuare ca profesor. Cu toate acestea, au existat o serie de comportamente stranii care i-au speriat pe Bennett și pe fiica profesorului. Într-una din nopți, secretarul a deschis camera de la dormitorul său și l-a văzut pe profesor mergând pe coridor în patru labe, sprijinindu-se atât pe mâini, cât și pe picioare. L-a întrebat pe profesor dacă îl poate ajuta cu ceva, dar acesta i-a spus niște cuvinte urâte și s-a repezit pe scară.
De asemenea, începând tot cam din perioada călătoriei la Praga, Roy, credinciosul câine-lup al profesorului, l-a atacat pe acesta în anumite ocazii și a fost necesar să fie scos în afara casei și legat. Patrupedul nu atacase nicio altă persoană și fusese până atunci destul de cuminte. Din studiile sale asupra câinilor, Holmes știe că acest lucru este semnificativ. Bennett menționează că atacurile câinelui au avut loc pe datele de 2, 11 și 20 iulie. Detectivul remarcă periodicitatea acestor atacuri, survenite la distanțe temporale de nouă zile unul după altul.
În timpul discuției lui Bennett cu Holmes și Watson, în camera din 221B Baker Street a intrat Edith Presbury, care știa că logodnicul ei urma să vină acolo. Ea a spus că-l văzuse pe tatăl ei la fereastra dormitorului ei, la ora 2 dimineața. Dormitorul se afla la etajul II al casei și nu exista nicio scară atât de lungă pe care acesta să fi urcat. Ea este sigură că nu a visat și că tatăl ei a fost la fereastră în noaptea trecută.

### Rezolvare
A doua zi, Holmes și Watson se duc la Camford pentru a-l vedea pe profesor. Ei decid să pretindă că li s-a stabilit o întâlnire într-una din zilele în care au avut loc tulburări în casa profesorului, sperând că acesta nu-și va aminti ce a făcut în acele zile și că nu-i va putea contrazice. Lucrurile nu merg prea bine. Profesorul este destul de sigur că el nu a stabilit acea întâlnire, afirmațiile sale fiind confirmate de secretarul său, domnul Bennett, în mod vizibil jenat. Profesorul Presbury devine furios de această intruziune în locuința sa, iar Watson crede că ar trebui să se lupte cu acesta pentru a putea ieși din casă. Domnul Bennett, totuși, îl convinge pe profesor că violența împotriva unui om cunoscut, precum este Sherlock Holmes, ar duce cu siguranță la un scandal. Holmes și Watson pleacă, iar Holmes îi mărturisește apoi lui Watson că vizita a avut succes, pentru că a aflat multe despre mintea profesorului, și anume că aceasta este clară și funcțională, în ciuda recentului său comportament violent.
Domnul Bennett iese din casă după Holmes și îi spune că el a aflat adresa de la care profesorul Presbury a primit acele scrisori misterioase. Destinatarul este un om pe nume Dorak, un nume slav originar din Europa Centrală. Acest lucru se potrivește cu călătoria secretă a profesorului la Praga. Holmes va afla mai târziu de la Mercer, "omul lui de utilitate generală" care-i face o serie de cercetări de rutină, că Dorak că este într-adevăr din Boemia, el fiind un om în vârstă care are un magazin universal mare. Înainte de a părăsi casa profesorului, Holmes aruncă o privire la fereastra dormitorului lui Edith și observă că singura cale posibilă de acces pentru a urca acolo sus este de a se cățăra pe o iederă, lucru destul de puțin probabil pentru un bărbat de 61 de ani.
Holmes și-a format o teorie după care profesorul Presbury ia la fiecare nouă zi un fel de drog care-i provoacă un comportament ciudat. Detectivul crede că el a devenit dependent de acea substanță la Praga, iar acum drogul îi este furnizat de acel Dorak de la Londra. Holmes îi spune lui Bennett că el și cu Watson vor veni marțea viitoare din nou la Camford. Ca de obicei, detectivul nu explică de ce.
Detectivul și cu Watson sosesc la Camdord în seara prevăzută anterior, iar Holmes își dă seama brusc de ceva. El a observat încheieturile groase și deformate ale profesorului și excitat și până atunci nu a făcut legătura între acestea și comportamentul ciudat, schimbarea comportamentului câinelui față de stăpânul său și mersul săltat în patru labe. Profesorul se comportă ca o maimuță!
La scurt timp după această deducție, Holmes și Watson observă, pitulați după tufișurile din curte, comportamentul ciudat al profesorului Presbury. El iese din casă, merge săltat în patru labe, urcă cu ușurință pe iederă și-l întărâtă pe câinele care era legat. Din păcate, câinele-lup scapă din lanț (zgarda fiind un pic prea mare) și îl atacă pe profesor. Cei doi, cu ajutorul lui Bennett, reușesc să-i despartă, dar profesorul este grav rănit. Watson și Bennett, care are și el pregătire medicală, oblojesc gâtul profesorului, salvându-i viața.
Holmes examinează apoi profesorului cutia mică de lemn a profesorului, după ce îi ia cheia aflată la lanțul ceasului. Aceasta conținea o fiolă cu un drog, după cum își imaginase Holmes, dar și o scrisoare de la un om pe nume H. Lowenstein care, se pare, că era un vraci necunoscut care-l ajuta pe profesor să găsească o modalitate de reîntinerire, care îi era recomandată în cazul în care profesorul avea de gând să se căsătorească cu o femeie tânără. Drogul era un ser obținut de la un langur (o maimuță cățărătoare cu cap negru) și care, deși i-a dat aparent profesorului o energie reînnoită, a cauzat și unele efecte secundare cauzate de comportamentul langurului.

## Personaje
- Sherlock Holmes
- doctorul Watson
- Trevor Bennett - secretarul particular al profesorului Presbury
- Profesorul Presbury - profesor de fiziologie la Universitatea din Camford
- Edith Presbury - fiica profesorului Presbury
- Alice Morphy - fiica profesorului de anatomie comparată de la Camford și logodnica profesorului Presbury

## Comentarii
David Stuart Davies, care a scris o postfață pentru Arhivă, a comentat că această povestire "se îndreaptă către un science fiction rizibil". Într-adevăr, există ceva mai puțin științific în această povestire decât este cazul de obicei în scrierile lui Conan Doyle. Aceasta este una dintre cele patru povestiri despre care o reprezentare a dr. Watson din romanul The Seven-Per-Cent Solution (1974) al lui Nicholas Meyer spune că sunt "aiureli" inventate. (Celelalte trei provin tot din volumul Arhiva lui Sherlock Holmes.)
Criticul și romancierul Jonathan Barnes a scris că a citit povestirea pe când era copil și a găsit-o ca pe "una dintre cele mai ample și mai singulare investigații ale îndelungatei cariere a lui Holmes – o opinie pe care nu am avut niciun motiv să o schimb... Recitită la maturitate, povestirea se dezvăluie a fi o parabolă acră despre existența îndelungată a poftei, un tratament sinistru al întrebării care i se pune lui Falstaff care o leagănă pe Doll Tearsheet pe genunchi: 'nu este ciudat că dorința trebuie să supraviețuiască atât de mulți ani performanței?'. Cu toate acestea, persistă, în mod curios, sentimentul că există ceva în narațiune - ascuns, scufundat - pe care cititorului nu îi este permis să-l înțeleagă, dar care constituie sursa puterii sale." 

## Sursă de inspirație
Povestirea ar putea să fi fost inspirată de Serge Voronoff, un chirurg ruso-francez care a fost celebru în anii 1920 pentru grefarea de țesut de la testiculele de maimuță la om în speranța că aceasta va produce o întinerire și s-a bucurat de un oarecare succes în epocă ca urmare a fluctuațiilor observate în nivelul de hormoni al pacienților săi.

## Adaptări cinematografice
Episodul din 1991 al serialului TV Sherlock Holmes cu actorii Jeremy Brett și Edward Hardwicke a respectat originalul.  Această versiune este extinsă prin prezentarea unor cazuri de răpiri de maimuțe de la grădinile zoologice din Anglia; creierele acestor maimuțe sunt studiate de un savant britanic. De asemenea, dr. Watson este cel care vizitează magazinul lui Dorak și nu Mercer, ca în povestire.
În anul 2001 a fost realizat un episod intitulat "The Adventure of the Creeping Man" al serialului de desene animate Sherlock Holmes in the 22nd Century. 

## Traduceri în limba română
- Omul care mergea în patru labe - în volumul "Vampirul din Sussex" (Ed. Vremea SC, București, 1992), traducere de Daniela Caraman-Fotea
- Aventurile omului-maimuță - în volumul "Aventurile lui Sherlock Holmes. Vol IV" (Colecția Adevărul, București, 2010), traducere de Alina Claudia Begu
- Aventurile omului-maimuță - în volumul "Aventurile lui Sherlock Holmes. Vol. IV" (Colecția Adevărul, București, 2011) - traducere de Alina Claudia Begu